# Llista de rius de l'Alt Vinalopó
Llista de rius, rambles i barrancs a la comarca de l'Alt Vinalopó, al País Valencià.
| Nom                                 | Tipus   | Conca    | Superfície conca | Longitud | Cabal   | Naixement                          | Naixement                                              | Desembocadura                      | Desembocadura                                          | Foto |
| Nom                                 | Tipus   | Conca    | Superfície conca | Longitud | Cabal   | Lloc                               | Coord.                                                 | Lloc                               | Coord.                                                 |      |
| ----------------------------------- | ------- | -------- | ---------------- | -------- | ------- | ---------------------------------- | ------------------------------------------------------ | ---------------------------------- | ------------------------------------------------------ | ---- |
| Vinalopó                            | riu     |          | 2.340 km²        | 81,2 km  | 0,85 m³ | Serra de Mariola (Bocairent)       | 38° 44′ 04″ N, 0° 34′ 16″ O / 38.734359°N,0.571°O      | Salines de Santa Pola              | 38° 10′ 26″ N, 0° 40′ 39″ O / 38.173921°N,0.677537°O   |      |
| els Pinarets                        | barranc | Vinalopó |                  |          |         | Serra d'Onil (Banyeres de Mariola) | 38° 39′ 34″ N, 0° 40′ 34″ O / 38.6593441°N,0.6760061°O | riu Vinalopó (Banyeres de Mariola) | 38° 42′ 21″ N, 0° 39′ 02″ O / 38.7059331°N,0.650663°O  |      |
| la Marjal                           | riu     | Vinalopó |                  |          |         | Serra d'Ontinyent (Bocairent)      |                                                        | riu Vinalopó (Banyeres de Mariola) | 38° 42′ 41″ N, 0° 42′ 25″ O / 38.7114844°N,0.7068779°O |      |
| el Derramador (o de la Mare de Déu) | rambla  | Vinalopó |                  |          |         | Serra d'Onil (Biar)                | 38° 38′ 16″ N, 0° 44′ 43″ O / 38.6377581°N,0.7452065°O | la Foia (Biar)                     | 38° 39′ 38″ N, 0° 47′ 07″ O / 38.6605684°N,0.7853473°O |      |
| la Mina                             | barranc | Vinalopó |                  |          |         | Serra del Frare (Villena)          | 38° 36′ 11″ N, 0° 48′ 01″ O / 38.6031322°N,0.800171°O  | Villena                            | 38° 37′ 14″ N, 0° 49′ 34″ O / 38.6206809°N,0.8261549°O |      |
|                                     |         |          |                  |          |         |                                    |                                                        |                                    |                                                        |      |